# Blagovica
Blagovica (prononciation [blaˈɡoːʋitsa] ; allemand : Glogowitz) est un village de la municipalité de  Lukovica dans la partie orientale de la région de la Haute-Carniole en Slovénie . Blagovica se situe entre la rivière Radomlja et Zlatenščica Creek et est le centre local de la partie centre-est de la vallée de Radomlja (également connue sous le nom de vallée noire, slovène : Črni graben).
En 2002, il comptait 101 habitants.